# Lulinha
Luiz Marcelo Morais dos Reis (n. 10 aprilie 1990, Maua, Brazilia), cunoscut ca Lulinha, este un fotbalist brazilian care în prezent activează la echipa Botafogo.

## Biografie
Începe să joace fotbal la vârsta de 5 ani. La 8 ani este cooptat în echipa de juniori a clubului Corinthians.
Neputându-se baza pe un fizic impresionant(are o înălțime de numai 168 cm), atuurile sale sunt viteza și tehnica impresionantă, asemănătoare cu a lui Cristiano Ronaldo. Piciorul sau preferat este dreptul. Este considerat cel mai bun pasator și cel mai tehnic jucător din Campionatul Brazilian de Fotbal. Din acest motiv, Chelsea F.C., Real Madrid si Internazionale Milano s-au interesat de el.
Curiozități
- este cel mai bun jucător din naționala U20 a Braziliei;
- în 2007, a fost foarte aproape de a ajunge la Chelsea, dar după ce a primit un salariu fabulos pentru Brazilia, de aproximativ 6 milioane E, a acceptat să rămână la Corinthians;
- "Lulinha" inseama "Regele Golului" în limba portugheză.